# Grimm János (színigazgató)
Grimm János (Torda, 1814. – Kiszombor, 1885. március 20.) magyar színész, színlaposztó-kellékes, osztályrészes színigazgató.

## Élete
22 évesen állt színésznek. 1836-ban Kilényi Dávidnál lépett a színi pályára, majd úgynevezett osztályrészes (amikor a tagok előre megállapított százalék szerint osztoztak a bevételen) színigazgató lett, akik között ő volt a legidősebb. Egy időben színlaposztó-kellékesként is dolgozott.
Felesége Katona Sófalvi Anna Mária (Békés 1822-?) 1843-ban lett színésznő, ugyancsak Kilényinél kezdte pályáját. Három életben maradt gyermekük közül fia, Gyula, szintén igazgató volt a vidéken. Leányai: Lili és Mari is a színi pályát választották. Béla fia 1859. március 25-én, tíz hónapos korában, "fogzásban" halt meg.